# Sophia Santi
Sophia Santi (Nataia Cruz), eredeti nevén Angela Stettner (Winnipeg, Manitoba, 1981. december 6. –) kanadai születésű amerikai pornószínésznő.
Vancouverben nőtt fel. 18 éves korában Arizonába költözött, 20 évesen pedig Los Angelesbe.
Az Island Fever 4-ben való szerepléséért megkapta 2007-ben az AVN Legjobb női jelenetéért járó díjat Jesse Jane-nel, Jana Covával és Teagan Presley-vel.

## Válogatott filmszerepei
| 1. "The Erotic Traveler" (2007) 2. Jack's Big Ass Show 6 (2007) (V) 3. My First Porn 8 (2007) (V) 4. Sophia Santi: Scream (2007) (V) 5. Jack's Teen America: Mission 18 (2007) (V) 6. Sophia Santi's Juice (2007) (V) 7. Island Fever 4 (2006) (V) 8. Deeper (2006) (V) 9. Tryst (2006) (V) | 1. Teagan's Juice (2006) (V) 2. Peek: Diary of a Voyeur (2006) (V) 3. Mademoiselle (2006) (V) 4. Posh Kitten (2005) (V) 5. Mrs. Behavin' (2005) (V) 6. Three's Cumpany (2005) (V) 7. Way of the Dragon (2005) (V) 8. Deep in Style (2004) (V) 9. Dirty Work (2003) (V) |